# 衛生福利部樂生療養院
25°01′20″N 121°24′33″E / 25.022327°N 121.409257°E
衛生福利部樂生療養院，民間俗稱樂生院，是台灣一座公立醫院，為中華民國衛生福利部所屬醫院之一。
樂生療養院有新舊兩院區。舊院區又稱為樂生療養院療養院區，位於台北捷運中和新蘆線迴龍站附近，省道台1甲線旁，門牌為新北市新莊區中正路794號，但實地範圍橫跨新北市新莊區雙鳳里及桃園市龜山區迴龍里。新院區位於舊院區旁，行政區隸屬桃園市龜山區。新院區原名為迴龍醫院，現改為樂生療養院迴龍院區，主建築為兩棟地上八層地下一層的大樓，醫療大樓提供民眾一般醫療服務，另一棟供樂生舊院區之院民使用。
樂生是台灣第一間痲瘋病院，作為慢性傳染病、癩病防治的專門機構。百年前，癩病特效藥尚未問世，加上對痲瘋病的不瞭解。早年痲瘋病被誤認為無藥可治、且高傳染性的瘟疫。所以，當初是遵循了在柏林舉行的「第一屆國際癩病會議」（The First International Leprosy Conference, Berlin, 1897）的建議，採行「強制收容，絕對隔離」政策。政府強制病患進駐樂生，幾乎就注定老死其內。院內有一碑立於1947年，為當年院長吳文龍所題「以院作家、大德曰生」，正是當時隔離政策的寫照。

## 院史

### 日治時期

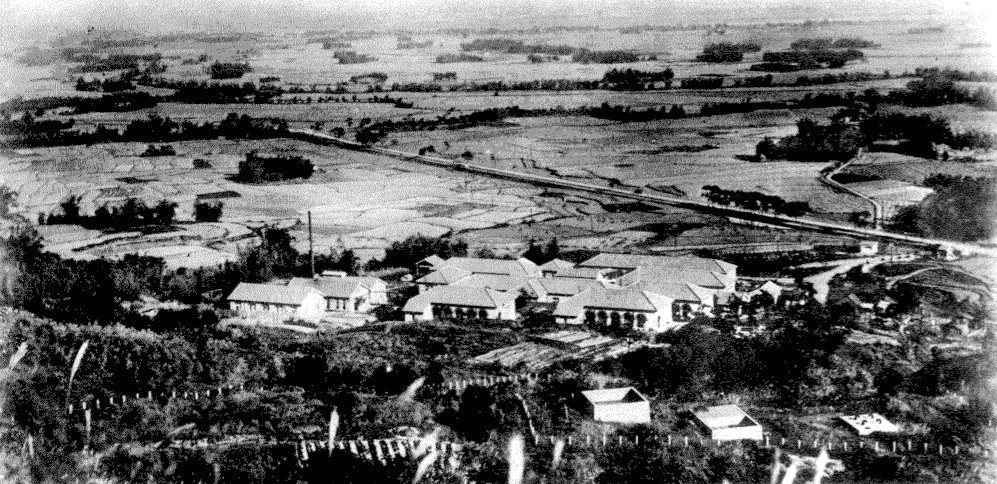
1932年左右的樂生院全景。

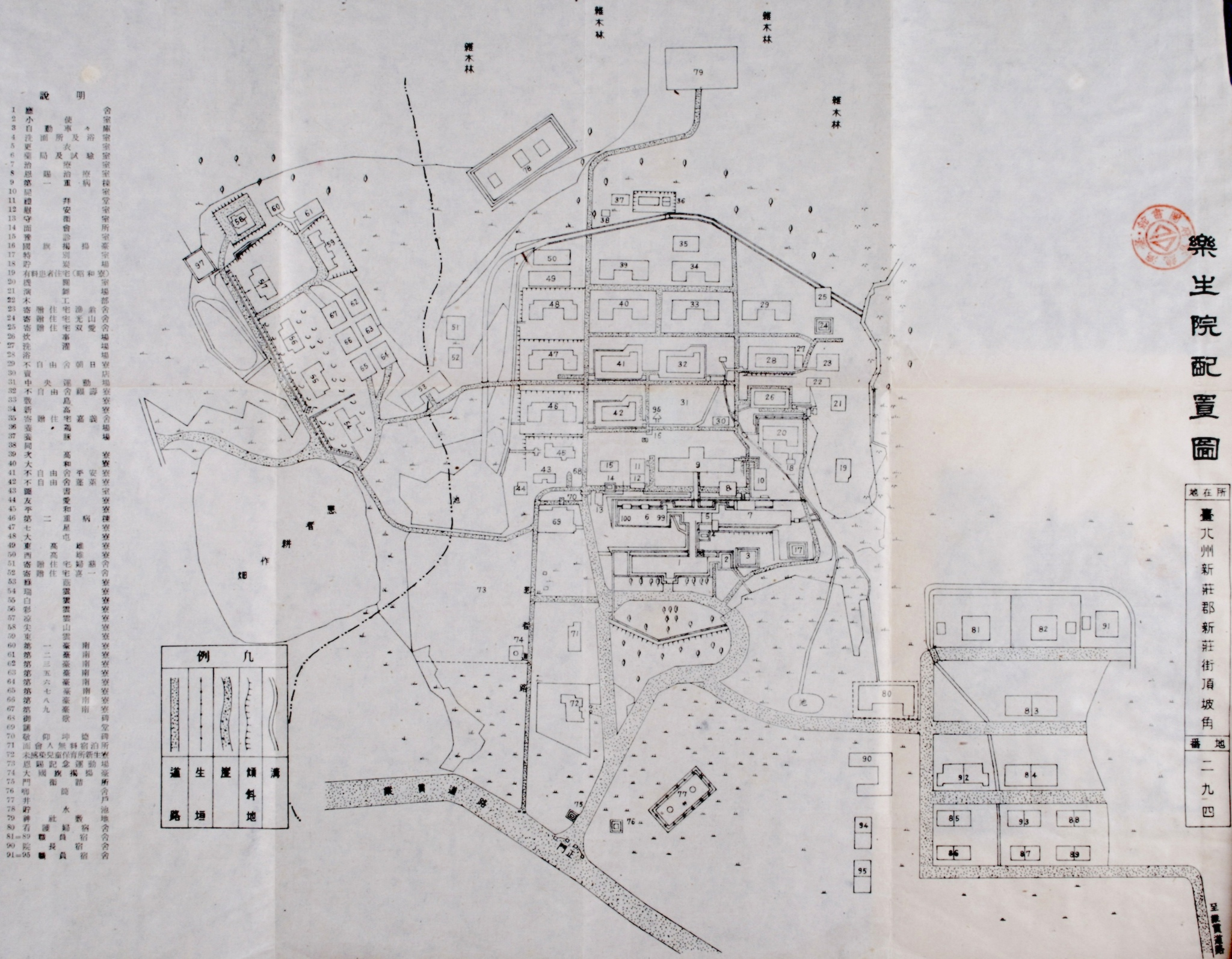
1940年左右的院區配置。

1927年（日治昭和二年），台灣總督上山滿之進決議創建癩病療養院。1929年（昭和四年），療養院正式開工。初期計劃容量為100人。
1930年4月，完成了三棟患者住宅，其餘還有本館一棟，消毒等功能一棟、浴場一棟、炊事場一棟、暫時收容處一棟，加上其他倉庫與官舍等，共完工有一千二百十餘坪。首任院長上川豐則在10月時受任。11月1日，總督府療養所的官制公布，定名樂生院，並在15日舉辦開廳式。12月22日開始收容病患，而剩餘的初期建築也在12月時陸續完成。
1932年4月16日，樂生學園開園。1933年4月，容量達到115人。同年12月，第一次擴建完成，新設大屯寮、七星寮、竹仔寮與平和寮。1935年4月，容量達到227人。第一號十坪住宅光山舍則在10月時完工。到了1936年，第二次擴建完成，使得容量達到327人。第三次的擴建則在1937年4月完工，容量此時達到427人。到了1938年，第四次的擴建完工再使療養院容量達到587人。1939年時，再達到700人。
容量與實際收容人數變化如下：
| 年份                 | 1930 | 1931 | 1932 | 1933 | 1934 | 1935 | 1936 | 1937 | 1938 | 1939 | 1940 |
| 容量（人）           | 100  | 100  | 100  | 115  | 115  | 227  | 327  | 427  | 587  | 700  | 700  |
| 收容人數（以年底計） | 6    | 103  | 114  | 118  | 117  | 223  | 354  | 443  | 628  | 680  | 635  |

療養院初期採強制隔離、禁婚之管理。地址為「臺北州新莊郡新莊街頂坡角字頂坡角145番地」。院區橫跨台北州新莊郡新莊街大字埤角及新竹州桃園郡龜山大字塔寮坑（今稱迴龍地區，行政區屬於新莊區及龜山區），最初名為台灣總督府癩病療養樂生院。後來改採不禁婚政策，但須結紮。
日治時期，樂生院在今中山路一側設有鐵絲網，防止院民逃跑或是路人擅入，在今中山堂和指導所的中間設有圍牆和鐵門，是區隔醫護人員和病友的界線。根據樂生院民的描述，最初期的醫生為日本軍醫，常使用的藥物為阿斯匹靈、紅藥水、凡士林、碘酒，包紮是用病床撕下來的舊床單，用後消毒再使用。

### 戰後時期
戰後中華民國國民政府接管台灣，由於延續日治強制隔離政策，致使病患愈來愈多，陸續擴建病舍至六十多幢，有近千張病床。1945年，賴尚和代理院長。1946年，吳文龍任院長，採半開放，不禁婚，不結紮。後來治療藥物發明，患者不再需要強制隔離，樂生的病人才逐年減少。陳文資院長時期，在行政大樓第一進的崗哨設有軍人守衛，如發現有院民想跨越鐵絲網逃跑，就會警告或對空鳴槍。院民與世隔絕了數旬年，直到1954年，才撤除鐵絲網，慢慢開放讓院民回家。1956年，院民取得身分證，享有投票權。同年，台灣引進了有麻瘋病特效藥之稱的「DDS」，提供給100名院民試用，但在缺乏醫生指示下服用，有些病友服用過量，破壞紅血球，使神經痛更加劇烈。
在1940年代末期，宣教士的力量也進入樂生療養院。1949年，在樂生療養院內的聖望教會（1952年由孫理蓮宣教士募款興建禮拜堂）擔任義務傳道的蔡信生長老，邀請芥菜種會創辦人孫理蓮（Lillian R. Dickson）宣教士進入院中救助病患。孫理蓮在1950年連結芬蘭籍宣教士白信德醫師（1909-1979，Signe Berg）入院設立臨時診所，為病患義診；又在1952年後連結「小兒麻痺之父」畢嘉士（Olav Bjørgaas）、「埔里阿公」徐賓諾（Bjarne Gislefoss）、德國護理師杜愛明等醫療宣教士進入院內，提供院民醫療與物質的資源。1954年，孫理蓮在基督教先鋒報負責人包霖的贊助下，於樂生療養院中成立「工藝所」、「兒童舍」和希望之家，讓兒童病患有獨立的庇護之家，並鼓勵病人在職業治療中重拾人生的尊嚴。
1961年，「台灣省癩病防治規則」訂立，廢止強制隔離，改為門診治療。但因社會的誤解，對於院友購物的金錢、信件都要經過消毒水或清潔手續後才接受。1969年，病舍達61棟，收容1050名病患。1979年，日本船業鉅子、知名右翼大老笹川良一捐建「笹川紀念館」。1993年，臺灣省政府衛生處曾計畫樂生院整建為「公共衛生中心」，因臺北捷運相中此地為新莊機廠預定地而無法轉型。根據部分資料顯示，台北捷運的機廠原本預定於輔大後山，但相中樂生有鵝卵沙石的山坡地，因此才改至樂生療養院；新大樓開工，經費來自「癩病防治五年計畫」，共9億3469萬元，原計畫興建適合院民居住與活動的低層、家庭式平房，落成時是兩棟相互隔離的迴龍醫院。
至今老病患逐漸凋零，現有約73位院民（包含居住於新、舊院區及院外院民）。

### 戰前院民告日本政府案
2005年10月25日，樂生療養院戰前院民告日本政府應依隔離違憲『漢生病補償法』支給補償，東京地方裁判所裁定勝訴。宗田昌人向IDEA-Japan森元理事長詢問IDEA-Taiwan分會可能性，獲允諾協助成立。11月7日，樂生保留自救會發起「呼籲台灣立法委員連署反對日本政府上訴行動」，獲得立委87人連署支持。
2006年1月31日至2月3日，日本參眾議院投票支持修法，結束上訴，全面補償台灣樂生院及韓國小鹿島戰前漢生病被隔離患者。